# USS LST-724
O USS LST-724 foi um navio de guerra norte-americano da classe LST que operou durante a Segunda Guerra Mundial.